# Oulches (Aisne)
Oulches est une localité de Oulches-la-Vallée-Foulon, dont elle est le chef-lieu, et une ancienne commune française, située dans le département de l'Aisne en région Hauts-de-France.

## Géographie
La commune avait une superficie de 2,51 km2.

## Toponymie
Le nom de la localité est attesté sous les formes Uschia (1146) ; Ouche (1251).

De l'oïl osche, ouche « terre labourable »; l'-s est adventice, mot d’origine gauloise qui a désigné un « jardin enclos dans une bonne terre ». Terrain, généralement de bonne qualité, proche de l'habitation, servant de potager, de verger ou de petit pâturage.

## Histoire
La commune a été créée lors de la Révolution française. Oulches absorbe la localité de La Vallée Foulon de la commune Vauclerc-et-la-Vallée-Foulon, considérée comme détruite lors de la Première Guerre mondiale par le décret du 9 septembre 1923 supprimant cette commune. La nouvelle entité prend le nom de Oulches-la-Vallée-Foulon.

## Administration
Jusqu'à l'absorption d'Oulches en 1923, la commune faisait partie du canton de Craonne dans le département de l'Aisne. Elle appartenait aussi à l'arrondissement de Laon depuis 1801 et au district de Laon entre 1790 et 1795. La liste des maires d'Oulches est :
| Période                                  | Période | Identité | Étiquette | Qualité |
| ---------------------------------------- | ------- | -------- | --------- | ------- |
|                                          |         |          |           |         |
| Les données manquantes sont à compléter. |         |          |           |         |

## Démographie
Jusqu'en 1923, la démographie d'Oulches était :
| 1793 | 1800 | 1806 | 1821 | 1831 | 1836 | 1841 | 1846 | 1851 |
| ---- | ---- | ---- | ---- | ---- | ---- | ---- | ---- | ---- |
| 255  | 248  | 269  | 260  | 298  | 283  | 283  | 256  | 285  |

| 1856 | 1861 | 1866 | 1872 | 1876 | 1881 | 1886 | 1891 | 1896 |
| ---- | ---- | ---- | ---- | ---- | ---- | ---- | ---- | ---- |
| 268  | 243  | 240  | 208  | 165  | 157  | 164  | 175  | 157  |

| 1901 | 1906 | 1911 | 1921 | - | - | - | - | - |
| ---- | ---- | ---- | ---- | - | - | - | - | - |
| 155  | 153  | 146  | 66   | - | - | - | - | - |